# Ле Дриан, Жан-Ив
Жан-Ив Ле Дриа́н (фр. Jean-Yves Le Drian; род. 30 июня 1947, Лорьян, Франция) — французский государственный и политический деятель. Министр обороны Франции в кабинетах Жана-Марка Эро, Мануэля Вальса, Бернара Казнёва с 16 мая 2012 по 17 мая 2017 года. Министр иностранных дел и международного сотрудничества Франции с 17 мая 2017 по 20 мая 2022 года в кабинете Эдуара Филиппа, а с 6 июля 2020 по 20 мая 2022 года — в правительстве Жана Кастекса.

## Биография
В 1973 году окончил университет со степенью агреже по современной истории.
С 1977 по 2004 год — муниципальный советник города Лорьяна (департамент Морбиан).
С 1978 по 1991 год и с 1997 по 2007 год — депутат Национального собрания Франции от Морбиана.
В 1981—1998 годах — мэр Лорьяна (департамент Морбиан).
В 1983—2004 годах — президент Межмуниципальной многоцелевой ассоциации (фр. Syndicat intercommunal à vocation multiple) Лорьяна (6 муниципалитетов), потом округа Лорьяна (10 муниципалитетов), и наконец, Сообщества агломерации Лорьян (19 муниципалитетов).
С 1991 по 1992 год — государственный секретарь по морским делам при министре жилищного строительства, транспорта и космоса Франции.
С 1993 года — почётный Генеральный инспектор образования Франции.
В 1998—2004 годах — региональный советник Бретани.
В 2004—2012 и 2015—2017 годах — председатель Регионального совета Бретани.
С 2005 года назначен заместителем председателя французской делегации в Комитете регионов, стал членом Бюро этого комитета.
В 2010 году избран президентом Конференции периферийных морских регионов Европы (CPMR).
С 16 мая 2012 по 17 мая 2017 года — министр обороны Франции.
В первом туре президентских выборов 2017 поддержал кандидатуру Эмманюэля Макрона.
С 17 мая 2017 года — министр иностранных дел и международного сотрудничества Франции в первом и втором кабинетах Эдуара Филиппа.
Член социалистической партии Франции, 8 марта 2018 года объявил о выходе из неё.
6 июля 2020 года при формировании правительства Кастекса сохранил свою должность.
20 мая 2022 года было сформировано правительство Элизабет Борн, в котором Ле Дриан не получил никакого назначения.

## Убеждения
Масон. Член Великого востока Франции.